# Libnotes (Libnotes) tritincta
Libnotes (Libnotes) tritincta is een tweevleugelige uit de familie steltmuggen (Limoniidae). De soort komt voor in het Oriëntaals gebied.